# Bonner Durchmusterung
Bonner Durchmusterung (BD) je astronomický katalog, který vznikl na základě vizuálního měření severní hvězdné oblohy, které prováděl Friedrich Wilhelm August Argelander na hvězdárně Bonnské univerzity. Katalog vznikl v letech 1852 až 1862.
Katalog obsahuje 325 000 hvězd o deklinaci 89° až -2° do magnitudy 9,5. V katalogu Bonner Durchmusterung dostávaly hvězdy jména dle deklinace. Např. Betelgeuze - podle schématu Johanna Bayera „Alfa Orionis“ - v katalogu BD +7° 1055. To znamená 1055. hvězda na 7. stupni severní šířky.